# 강서도서관 (부산)
강서도서관은 부산광역시 강서구 소재의 도서관이다.

## 연혁
- 1995년 10월 10일 도서관 부지 매입
- 1996년 6월 11일 도서관 신축 착공
- 1997년 9월 9일 도서관 개관 준비단 구성
- 1997년 9월 25일 도서관 준공
- 1997년 11월 25일 도서관설치및운영조례 공포
- 1998년 1월 8일 도서관 개관
- 2002년 10월 1일 디지털자료실 개실
- 2013년 2월 19일 강서브라이트 센터내 도서관 재개관

## 시설현황
- 지하 1층 - 식당, 서고
- 1층 - 유아자료실, 어린이실(33좌석)
- 2층 - 종합자료실(36좌석), 시청각실(30좌석), 교양강좌실(21좌석)
- 3층 - 자유열람실(128좌석), 전자정보실(17좌석), 자료정리실, 사무실

## 이용 안내
이용 시간
- 종합자료실 및 어린이자료실: 화 - 금 09:00~22:00 / 토요일 09:00~18:00 / 일요일 09:00~17:00
- 전자정보실: 화 - 토 09:00~18:00 / 일요일 09:00~17:00
- 자유열람실: 화 - 일 07:00~23:00

휴관일
- 매주 월요일 및 정부지정 공휴일
- 기타 관장이 필요하다고 인정하는 날